# Herbert A. Strauss
Herbert Arthur Strauss (* 1. Juni 1918 in Würzburg; † 11. März 2005 in New York) war ein deutsch-US-amerikanischer Historiker und Antisemitismusforscher. Er war Geschichtsprofessor am City College of New York und von 1982 bis 1990 erster Direktor des Zentrums für Antisemitismusforschung an der Technischen Universität Berlin.

## Leben
Herbert Strauss wuchs in einer Würzburger Kaufmannsfamilie auf, sein Vater Benno handelte mit Werkzeugmaschinen, seine Mutter Magdalena (geb. Hinterneder) entstammte einer katholischen Beamtenfamilie. Sein älterer Bruder Walter starb im Kindesalter, seine jüngere Schwester Edith wanderte 1938 nach Palästina aus und lebte in einem Kibbuz. Strauss besuchte zunächst die jüdische Volksschule, dann das Neue Gymnasium. Nach der Mittleren Reife wurde er 1935 vom Gymnasium ausgeschlossen und begann eine kaufmännische Ausbildung in der Würzburger Eisenwarenfirma Reis & Co. Mit 18 Jahren zog er 1936 nach Berlin um, wo er beim zionistischen Hechaluz arbeitete, der junge deutsche Juden auf die Auswanderung nach Palästina vorbereitete. Von 1936 bis 1938 leitete er den Brith Jehudim Zeirim (Bund junger Juden) innerhalb der Jüdischen Jugendbewegung und das Nationale Jugendbüro des Verbandes jüdischer Jugendvereine Deutschlands. Parallel studierte Strauss von 1936 bis zur Schließung 1942 an der Hochschule für die Wissenschaft des Judentums in Berlin Judaistik und Geisteswissenschaften (u. a. bei Leo Baeck, Ismar Elbogen, Ernst Grumach und Eugen Täubler). 1941/42 legte er sein Examen als Rabbiner und Religionslehrer ab. Im März 1942 holte er das Abitur nach.
Die geplante und bereits genehmigte Auswanderung nach England scheiterte am Kriegsbeginn im September 1939. Vom Herbst 1940 an war er neben dem Studium als Hilfsrabbiner für die jüdische Gemeinde in Berlin tätig. Im Januar 1942 wurde er zur Zwangsarbeit als Straßenkehrer verpflichtet. Sein Vater wurde 1942 in das Ghetto Warschau deportiert und mutmaßlich im Vernichtungslager Treblinka ermordet, die Mutter galt aufgrund ihrer nicht-jüdischen Herkunft als „privilegiert“ und überlebte. Um selbst der bevorstehenden Deportation zu entgehen, tauchte Herbert Strauss im Oktober 1942 mit seiner Verlobten Lotte Kahle (1913–2020), seiner späteren Frau, in den Untergrund ab. Im Juni 1943 gelang ihm mit Hilfe von Luise Meier in Berlin sowie Elise Höfler und Josef Höfler aus Gottmadingen die Flucht über die grüne Grenze des Kantons Schaffhausen in die Schweiz. Strauss und Kahle heirateten 1944. Die Jahre der Verfolgung schildern sowohl er (Über dem Abgrund) wie seine Frau (Über den grünen Hügel) in einem Buch. An der Universität Bern studierte er Geschichte und promovierte 1946 bei Werner Näf mit dem Thema Staat, Bürger, Mensch. Die Grundrechtsdebatte der Deutschen Nationalversammlung zu Frankfurt 1848/49.
Mit seiner Frau Lotte ging er 1946 in die USA; dort wurde die gemeinsame Tochter geboren. Nach einer Tätigkeit als Religionslehrer und einem Aufbaustudium an der Columbia University sowie der New School for Social Research in New York lehrte er ab 1948 als Lektor am City College of New York (CCNY). Parallel arbeitete er 1949–51 an der New School an einer Studie über die KZ-Erfahrungen der „Buchenwaldkinder“ mit. 1952 wurde Strauss Staatsbürger der Vereinigten Staaten. Er wechselte 1954 als Assistant Professor, später Associate Professor an die New Yorker Juilliard School. Als Assistant Professor kehrte er 1960 an das City College zurück, wo er ab 1967 die historische Abteilung der School of General Studies leitete und ab 1971 eine ordentliche Professur für Geschichte innehatte. Im Jahr darauf gründete er die Research Foundation for Jewish Immigration. Zusammen mit dem Münchener Institut für Zeitgeschichte erarbeitete diese das dreibändige Biographische Handbuch der deutschsprachigen Emigration nach 1933, das unter der gemeinsamen Herausgeberschaft von Strauss und Werner Röder erschien. Für Forschungsaufenthalte reiste Strauss sowohl in die Bundesrepublik Deutschland als auch in die DDR.
Strauss wurde 1982 an die Technische Universität Berlin (im damaligen West-Berlin) berufen, um dort als Gründungsdirektor das Zentrum für Antisemitismusforschung (ZfA) aufzubauen. Nach seiner Emeritierung 1990 kehrte er wieder in die USA zurück; sein Nachfolger am ZfA wurde Wolfgang Benz. Die TU Berlin zeichnete Strauss als Ehrenmitglied aus.
Seine sozialwissenschaftlichen Forschungen beschäftigten sich mit der Judenemanzipation, der Wissenschafts- und Emigrationsgeschichte und der Verfolgungspolitik.

## Schriften (Auswahl)

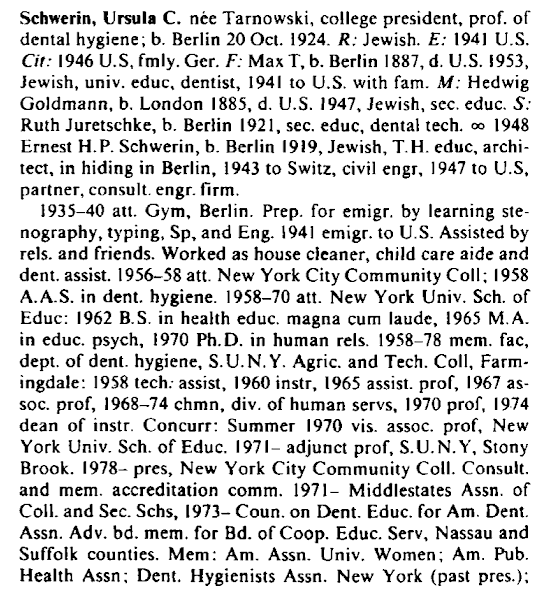
Textbeispiel aus International Biographical Dictionary of Central European Emigrés 1933–1945

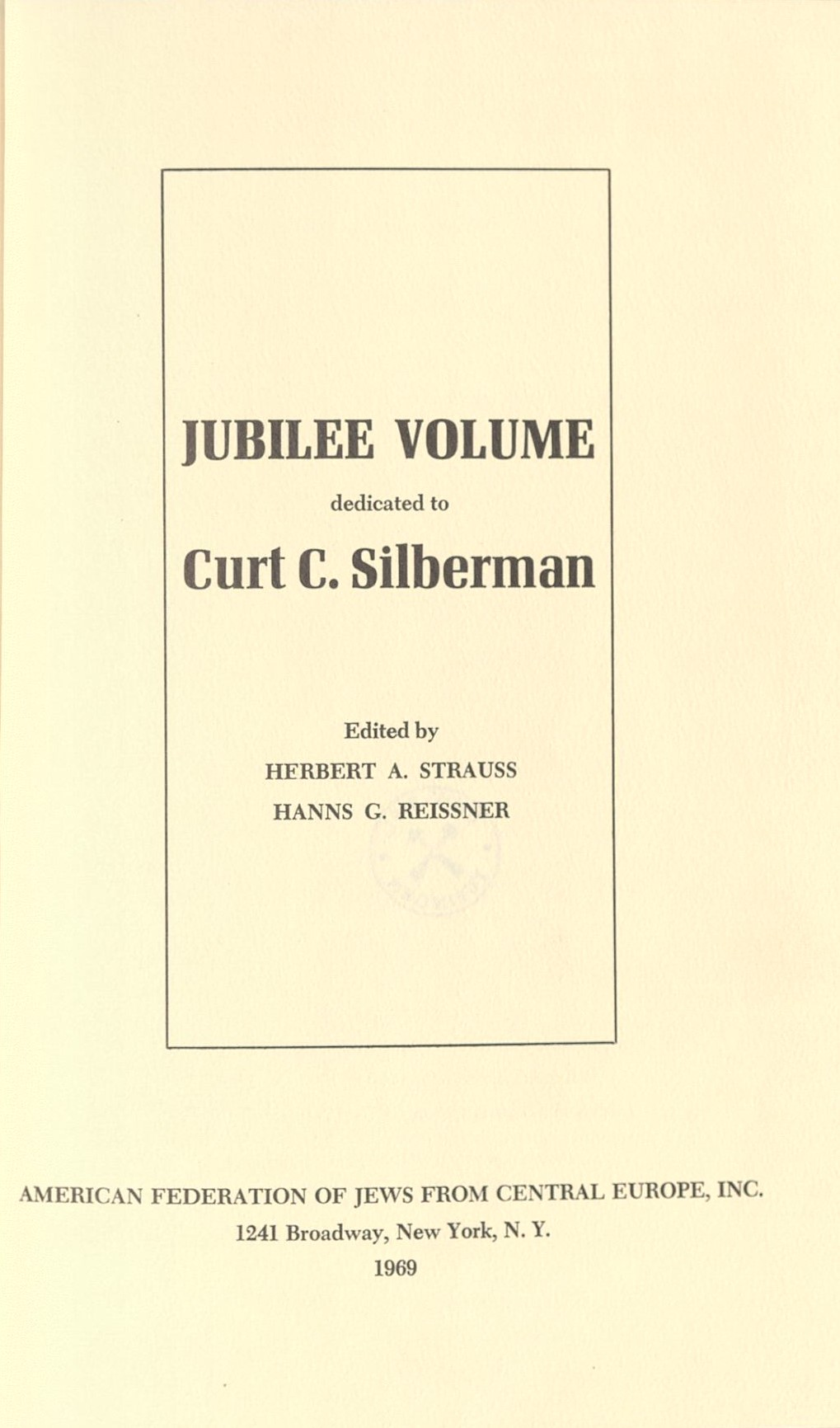
Festschrift für Curt C. Silberman (1969)

- Staat, Bürger, Mensch: Die Debatten der deutschen Nationalversammlung 1848/1849 über die Grundrechte (= Berner Untersuchungen zur Allgemeinen Geschichte, Heft 15). Sauerländer, Aarau 1946 (zugleich: Dissertation, Universität Bern).
- mit Kurt Grossmann: Gegenwart im Rückblick. Festgabe für die Jüdische Gemeinde zu Berlin 25 Jahre nach dem Neubeginn. Stiehm, Heidelberg 1970.
- Biographisches Handbuch der deutschsprachigen Emigration nach 1933. K. G. Saur, München / New York / London / Paris 1980, ISBN 3-598-10087-6 (mit Werner Röder, Band I: Politik, Wirtschaft, öffentliches Leben); Google Books
- als Hrsg. mit Werner Röder: International Biographical Dictionary of Central European Emigrés 1933–1945. Band 2,1 und Band 2,2. Saur, München 1983.
- Jewish Emigration from Germany. Nazi Policies and Jewish Responses, Teil I–II. In: Leo Baeck Institute Year Book 25, 1980, S. 313–361, und Leo Baeck Institute Year Book 26, 1981, S. 343–409.
- als Hrsg. mit Norbert Kampe: Antisemitismus. Von der Judenfeindschaft zum Holocaust. Bundeszentrale für Politische Bildung, Bonn 1984 (= Schriftenreihe der Bundeszentrale für Politische Bildung).
- als Hrsg. mit Christhard Hoffmann: Juden und Judentum in der Literatur. dtv, München 1985, ISBN 3-423-10513-5.
- Nationalsozialismus: Emigration. Deutsche Wissenschaftler nach 1933. Entlassung und Vertreibung. List of Displaced German Scholars 1936. Supplementary List of Displaced German Scholars 1937. The Emergency Committee in Aid of Displaced Foreign Scholars, Report 1941. Reprints, Technische Universität Berlin, Berlin 1987.
- Lerntage des Zentrums für Antisemitismusforschung VII: Lerntag über Ausländerpolitik 1989: Das Ende der Integration? Mit Werner Bergmann und Christhard Hoffmann, gemeinsam mit der Research Foundation for Jewish Immigration, New York – am 12. November 1989. TU Berlin, Berlin 1990.
- Über dem Abgrund. Eine jüdische Jugend in Deutschland 1918–1943. Campus Verlag, Frankfurt a. M. 1997, ISBN 3-593-35687-2.

## Festschrift
- Rainer Erb, Michael Schmidt (Hrsg.): Antisemitismus und jüdische Geschichte: Studien zu Ehren von Herbert A. Strauss. Grußwort von Shepard Stone. Wissenschaftlicher Autorenverlag, Berlin 1987.